# 龐伯
龐伯（Bombur）是托爾金小說的虛構人物。
龐伯是索林·橡木盾（Thorin Oakenshield）及比爾博·巴金斯（Bilbo Baggins）的十二名伙伴之一。他是畢佛（Bifur）的遠親，波佛的兄弟，並非都靈（Durin）的後裔。
龐伯經常在每件事上是最後一個：他是最後一個進入比翁（Beorn）家及最後一個橫渡幽暗密林（Mirkwood）的魔法溪流（Enchanted River）。他亦被描述為愚笨及弄壞事情：他與畢佛、波佛及索林·橡木盾一起摔進袋底洞（Bag End）的比爾博家。他在幽暗密林時跌進魔法溪流。相信沒有任何的山路和縄索能支持他的體重。其他人走進孤山，他卻選擇留守營地。在惡龍史矛革（Smaug）狂暴時，他用縄索逃走。
龐伯亦有多次在重要的時刻睡著。於幽暗森林，他跌進魔法溪流，河中的魔法令他睡眠，使他的同伴要攙扶他。他乘桶而逃時，在桶內睡著。在孤山時，比爾博讓龐伯睡覺，代替了龐伯守夜，自己乘機溜走。
許多年後的《魔戒》時期，佛羅多·巴金斯（Frodo Baggins）從葛羅音口中得知龐伯長得更胖，要六名年輕矮人才能抬起他。

## 改編描述
在1977年的卡通版《哈比人》，龐伯由保羅·弗里茲配音。
在彼得·傑克森執導的電影《哈比人電影系列》，龐伯由史蒂芬·杭特飾演，這個角色被形容為矮人礦工的後裔，且非常喜歡烹調和吃東西。值得注意的是，整部電影中龐伯幾乎沒有說過話；於第二部《哈比人：荒谷惡龍》中編劇特意安排一段龐伯乘桶在密林河岸上彈跳、殺死了很多半獸人的情節。電影服装設計團隊表示龐伯的盔甲是最難設計的盔甲。

## 外部連結
- 互联网电影数据库上龐伯的资料（英文）
- 龐伯 （页面存档备份，存于）在TheOneRing.net上的資料（英文）